# اواریستو ده ماکدو
اواریستو ده ماکدو (پرتغالی: Evaristo de Macedo؛ زادهٔ ۲۲ ژوئن ۱۹۳۳) یک مربی فوتبال اهل برزیل است.

## باشگاهی
از باشگاه‌هایی که در آن بازی کرده‌است می‌توان به باشگاه فوتبال رئال مادرید، بارسلونا، باشگاه فوتبال فلامینگو، و باشگاه فوتبال فلامینگو اشاره کرد.

## تیم ملی
وی همچنین در تیم ملی فوتبال کاتالونیا، تیم ملی فوتبال برزیل بازی کرده‌است.